# 法勒斯
法勒斯（希伯来语：פֶּרֶץ），天主教翻譯為“培勒兹”，是旧约圣经创世纪中记载的一个人物，是犹大和他玛的儿子，谢拉的孪生兄弟。创世纪记载他得名“法勒斯”是因为他是双生子中先出生的，因此“突破”了子宫。按照圣经学者，其出生的记载是关于犹大支派一部分民族起源的历史. 
據創世紀法勒斯跟隨犹大前往埃及投靠約瑟。
路得记将法勒斯列为大卫王的先祖之一，后来有被列入马太福音中耶稣的家谱。